# Брахма-сутри
Брахма-сутри або Веданта-сутри — сутри, що входять в «Троїстий канон» (прастханатрайя) веданти, засновані на логічному міркуванні (ньяя), систематично викладають Упанішади. Авторство приписується В'ясадеві (Бадараяні).

## Автор і час створення
Бадараяна швидше за все особистість збірна і легендарна. Традиційно Бадараяну ототожнюють з В'ясадевою, мотивуючи тим, що острів, на якому народився В'яса, був покритий ююбою (бадари), і тим, що одне з його імен було Бадараяна.

## Структура тексту
Ці сутри — невеликий твір, речення якого складаються здебільшого з двох-трьох слів, в основному іменників, пов'язаних між собою відмінковою залежністю. Все це не дозволяє зрозуміти Брама-сутри без додаткових роз'яснень, а тому так важливі коментарі до основного тексту, написані практично в усіх значимих течіях індуїзму. При цьому кожен індійський коментатор вірить, що його власна точка зору є точкою зору автора Брама-сутр, і що будь-який інший погляд їй не відповідає.
Текст складається з 555 афоризмів (сутр), розбитих на чотири глави (адх'яя). Перший розділ - «Саманвайя» («гармонія», «єдність»), пояснює, що тексти Вед і веданти говорять про Брахман, остаточну реальність, яка є метою життя. Другий розділ - «Авіродха» («відсутність протиріч»), обговорює і спростовує можливі заперечення проти ведичного знання. Третя глава «Садхана»  («кошти»), описує процес досягнення остаточного звільнення. Четверта глава — «Пхала» («плід») свідчить про благо, досяжне в остаточному звільненні. 

## Вчення
Якщо Упанішади є у веданті підставою одкровення (шруті-прастхана), а Бгагавад-Гіта - основою пам'ятання традиції (смріті-прастхана), то Брахма-сутри виступають основою логіко-епістемологічних (ньяя) міркувань. 